# Abbey Rader

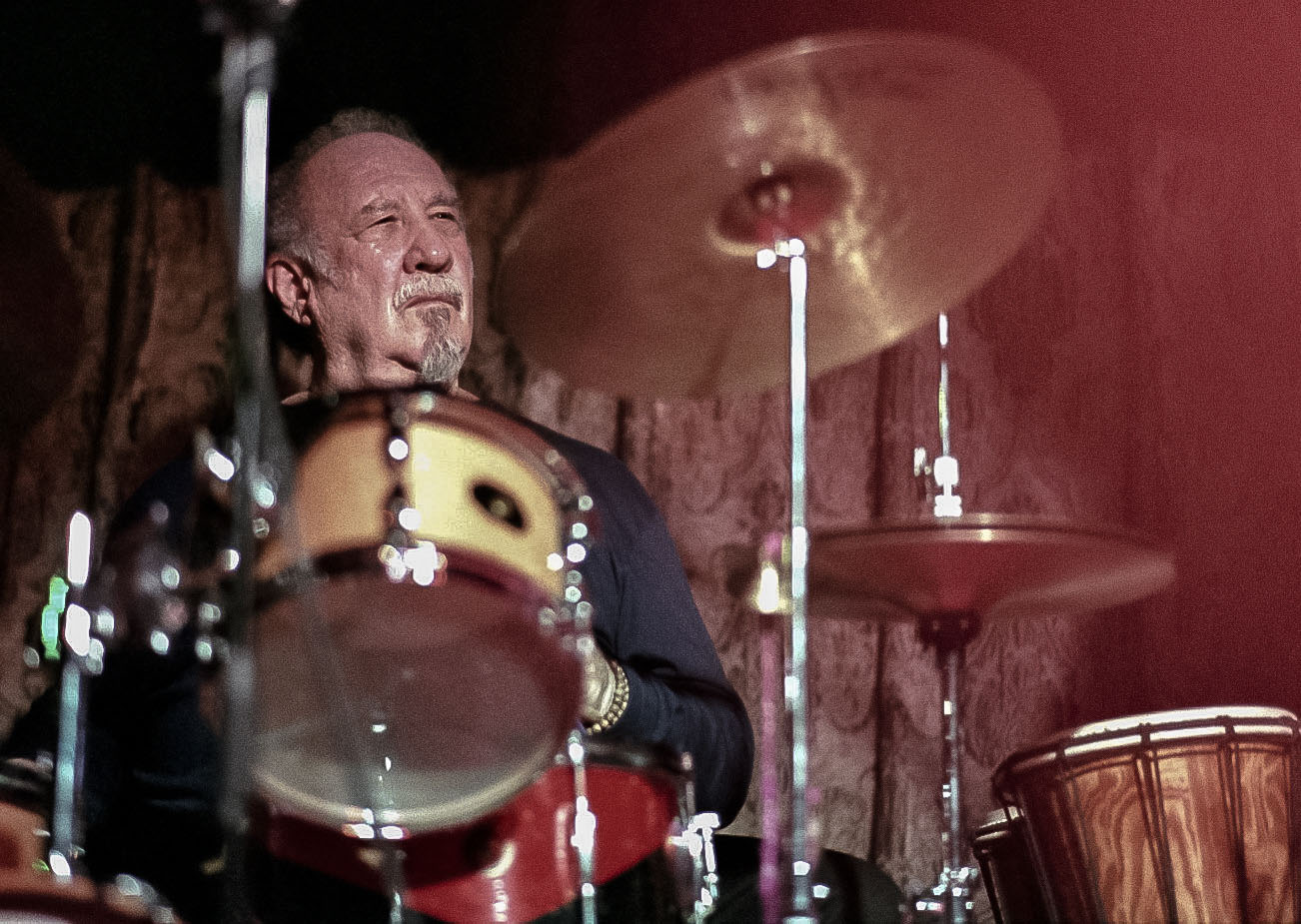
Abbey Rader (2012)

Abbey Rader (* 14. Oktober 1943 in  New Brunswick (New Jersey)) ist ein amerikanischer Schlagzeuger des Avantgarde-Jazz.

## Leben und Wirken
Rader wuchs in einer Musikerfamilie in der Bronx auf; sein Vater war ebenfalls Schlagzeuger. In den frühen 1960er Jahren begann er, traditionellen Jazz zu spielen. Unter dem Eindruck der Musik von John Coltrane wendete er sich dem modernen Jazz zu, arbeitete mit Musikern wie Herman Foster oder Bobby Johnson und wurde letztlich Teil der Loft-Jazz-Szene von New York.
Ende der 1970er Jahre zog er mit Peter Ponzol nach Europa, zunächst nach Frankreich, wo er sein Album The Thing veröffentlichen konnte. Dann zog er nach Deutschland, wo er zunächst mit Bob Lenox und dann mit George Bishop arbeitete. Mit Ponzol und Joe Gallivan nahm er das Album Prism auf, das 1978 bei Vinyl veröffentlicht wurde. In den 1980er Jahren gehörte er fast fünf Jahre lang zur Bigband von Gunter Hampel, in der er auch mit Jeanne Lee und Marion Brown auftrat; er spielte auch in den Combos von Hampel. Auch trat er mit Mal Waldron und mit Marc Levin auf und gründete seine Right Time Band. Ferner arbeitete er mit John Handy, L. Subramaniam und Sigi Busch. Weiterhin gab er Schlagzeugkurse an den Hochschulen in Detmold, Göttingen und Braunschweig und an der Musikschule Einbeck.
1989 kehrte er in die USA zurück. In den 1990er und 2000er Jahren arbeitete er zunächst mit David Liebman, mit dem er vier Alben aufnahm. Billy Bang holte ihn dann (als Ersatz für Dennis Charles) zu seinen Jazz Doctors, wo er mit Frank Lowe und Ed Schuller auftrat. Auch spielte er auf dem Vision Festival ein Duo mit Billy Higgins. In den letzten Jahren trat Rader vor allem mit John McMinn, Noah Brandmark, Kyle Motl und Kidd Jordan auf, aber auch mit Peter Ponzol und mit Keshavan Maslak.
Raders Album, First Gathering wurde als eines der besten des Jahrs 2015 erwähnt.

## Diskographische Hinweise
- Abbey Rader & Davey Williams: In One Is All (2023)
- Abbey Rader Trio: Live at Subtronics 24 (2023), mit John McMinn, Kyle Motl
- Abbey Rader & John McMinn: Two As One (Abray Productions, 2021)
- Abbey Rader, John McMinn, Kyle Motl: To Ignite the Fire (2020)
- Abbey Rader West Coast Quartet: Second Gathering (2018)
- Abbey Rader, John McMinn: Phenobarbital Sessions (Abray Productions, 2017)
- Peter Ponzol, Abbey Rader It's Time (Abray Productions, 2016)
- Abbey Rader West Coast Quartet First Gathering (Abray Productions, 2015)
- Dave Liebman/Abbey Rader Cosmos Cadence Jazz, 2003
- Billy Bang, Ed Schuller, Frank Lowe, Abbey Rader One for Jazz (No More Records, 2001)
- David Liebman, Mack Goldsbury, Roy Cummings, Abbey Rader Homecoming (Cadence Jazz, 1990)
- Abbey Rader’s Right Time Live at the Holstebro Jazzfestival (Abray Productions, 1983, mit Marc Levine, George Bishop, Ove Volquartz, Heinz Tidow)
- The Thing (IRI, 1979, mit Peter Ponzol, Bob Lenox)
- Peter Ponzol, Joe Gallivan, Abbey Rader Prism (Vinyl Records, 1978)